# Barbula obtusissima
Barbula obtusissima là một loài Rêu trong họ Pottiaceae. Loài này được Broth. & Paris mô tả khoa học đầu tiên năm 1906.